# Pentekontaetie
Pentekontaetie (gelegentlich auch Pentekontaëtie, altgriechisch πεντηκονταετία pentekontaetía „Periode von 50 Jahren“; aus πεντήκοντα pentḗkonta „fünfzig“ und ἔτος étos „Jahr“) ist eine Bezeichnung für den Zeitraum der ungefähr 50 Jahre der antiken griechischen Geschichte vom Ende des Xerxes-Zuges mit der Schlacht von Plataiai (479 v. Chr.) bis zum Beginn des Peloponnesischen Krieges (431 v. Chr.). In diese Zeit fällt die endgültige Abwehr der Perser und die Befreiung der ionischen Städte in Kleinasien, das Bestreben der beiden Hauptmächte Sparta und Athen, die Hegemonie über das gesamte östliche Griechenland zu gewinnen, die Bildung eines attischen Reiches unter der Führung Athens, und endlich die Entfaltung und der Aufschwung der griechischen Kultur besonders auf dem Gebiet der Kunst, Literatur, Philosophie und der Demokratie. Der Begriff geht auf den antiken Historiker Thukydides zurück.

## Eroberungen der Griechen

### Ende der Perserkriege 479
Die Griechen hatten die Perser in der Landschlacht von Plataiai (479) und dann in der Seeschlacht am Mykale-Gebirge (479) bei Milet besiegt. Die Seeschlacht wurde durch den Übertritt der Ionier zu den Griechen entschieden. Nach diesem Sieg entstand unter den Griechen ein Zwiespalt über die Befreiung Ioniens. Man einigte sich schließlich, die Bewohner der Inseln, besonders Samos, Chios und Lesbos, in den hellenischen Bund aufzunehmen. Das kleinasiatische Festland blieb vorläufig ausgeschlossen, seine Städte traten in ein näheres Verhältnis zu Athen. Die griechische Flotte fuhr darauf zum Hellespont in der Absicht, die persischen Brücken zu zerstören. Als die Griechen aber sahen, dass die Brücken bereits zerstört waren, fuhren die Peloponnesier sofort nach Hause. Die Athener belagerten im Verein mit den neuen Bundesgenossen Sestos, das sich im Frühjahr 478 ergab, worauf sie ebenfalls nach Hause fuhren.

### Wiederaufbau Athens
Sobald der Feind das Land verlassen hatte, machten sich die Athener auf Rat des Themistokles an den Wiederaufbau ihrer Stadt und der Mauern. Es galt, Athen in eine starke Festung zu verwandeln und dadurch unabhängig zu machen. Ihre Absicht stieß bei den Spartanern und deren Bundesgenossen auf Widerstand und Bedenken, die Themistokles aber geschickt entkräften konnte. Das Hauptgewicht der Baumaßnahmen legte man auf die Befestigung des Hafens. Die gesamte Halbinsel des Piräus wurde, wie die bis heute erhaltenen ansehnlichen Überreste zeigen, längs der Küstenlinie und auf der Landseite mit Mauern umgeben. Die drei Häfen konnten verschlossen werden und enthielten die Schiffshäuser. Der Abschluss des Befestigungswerks durch die langen Mauern, welche Hauptstadt und Hafen verbanden, fällt in spätere Zeit.

### Entstehung des attischen Seebundes
Im Frühjahr 478 wurde Pausanias an der Spitze einer Bundesflotte ausgesandt. Zunächst befreite er Zypern, von da fuhr er zum Bosporus. Durch die Einnahme von Byzanz wurde die Verbindung Griechenlands mit dem Schwarzen Meer gesichert, die für die Versorgung mit Getreide wichtig war. Während des Aufenthalts der griechischen Flotte am Bosporus vollzog sich eine folgenschwere Änderung im hellenischen Bund. Pausanias soll mit dem Perserkönig in landesverräterische Verbindung getreten sein. Jedenfalls benahm er sich den Bundesgenossen gegenüber hochfahrend und wie ein Tyrann. Die Ionier und Hellespontier erklärten, nicht weiter unter seiner Führung stehen zu wollen, und wandten sich an die Athener mit der Bitte, die Führerschaft im Krieg gegen Persien zu übernehmen, was diese bereitwillig zusagten. Dies war sozusagen die Stiftung des Delisch-Attischen Seebunds. Von da an zogen sich die Peloponnesier vom Seekrieg zurück, doch wurde das Bundesverhältnis zwischen ihnen und den Athenern noch nicht aufgehoben.

### Der Attische Seebund
Der von Athen begründete Attische Seebund ist die bedeutendste politische Schöpfung des 5. Jahrhunderts. Das größte Verdienst um dessen Entstehung hatte Aristeides, der die attischen Schiffe vor Byzanz befehligte. Er organisierte ihn in seinen festen Formen, indem er die Verträge zwischen Athen und den Städten abschloss. Die Autonomie der einzelnen Glieder blieb gewahrt. Die Beratung über die gemeinsamen Angelegenheiten wurde einer Synode von Abgeordneten anvertraut, die auf Delos ihren Sitz hatte. Die Leistungen der Bündner bestanden entweder in der Stellung von Kriegsschiffen oder stattdessen in der Zahlung eines Bundestributs, Phoros. Die meisten Städte zogen schon beim Eintritt in den Bund vor, den Bundestribut zu entrichten. Die aus den Eingängen gebildete Bundeskasse wurde auf Delos unter dem Schutze Apollons aufbewahrt, ihre Verwaltung hatte eine neugeschaffene attische Behörde, Hellenotamiai. Die Höhe des ersten Bundestributs betrug 460 Talente Silber. Seine Veranlagung und Aufteilung auf die Bundesgenossen wurde Aristeides anvertraut. Der Bund umfasste bereits in den ersten Jahren seines Bestandes der Hauptsache nach: Euböa, die ionischen Inseln, Lesbos, Chios, Samos und die ionischen und äolischen Städte Kleinasiens bis zum Hellespont und der Propontis. Dagegen gehört die Einteilung des Bundes in Quartiere (Bezirke), die zunächst zur Erhebung des Phoros diente, nicht zu den ursprünglichen Einrichtungen. Es gab später folgende Quartiere: das ionische, das hellespontische, das thrakische, das karische und das Inselquartier.

### Kimon
Neben Themistokles und Aristeides gewann nun Miltiades' Sohn Kimon Geltung. Er war ein großer Politiker und die Fortsetzung des Kriegs gegen Persien und die Bundesfreundschaft mit Sparta bildeten sein Programm, dem seine wesentlich militärische Begabung entsprach. Zu seiner Beliebtheit trugen die vornehme Offenheit seines Auftretens bei, seine Freigebigkeit und seine vielfältigen Aufwendungen zu gemeinnützigen Zwecken. Seine erste bedeutende Waffentat galt der Vertreibung der noch in Europa befindlichen persischen Besatzungen, deren Hauptplatz Eion am Strymon war. Der Versuch der Athener, das neugewonnene Gebiet durch Gründung einer Kolonie zu sichern, scheiterte. Dafür traten die griechischen Städte an der thrakischen und makedonischen Küste in den Bund. Ein weiteres Verdienst erwarb sich Kimon durch Befreiung des Ägäischen Meeres von den Seeräubern, die ihren Sitz auf der Insel Skyros hatten (bald nach 476/5). Die dort ruhenden Gebeine des Landeshelden Theseus wurden nach Athen gebracht und beigesetzt.

### Pausanias
Um die gleiche Zeit trat Pausanias wieder hervor. Er war abberufen, aber vor Gericht freigesprochen worden. Dann setzte er sich auf eigene Faust in Byzanz und Sestos fest und behauptete sich dort eine Reihe von Jahren. Es scheint eine Partei in Sparta sein Verhalten begünstigt zu haben, die erwartete, Athens Ausbreitung werde durch ihn lahmgelegt werden. In der Peloponnes machte sich eine demokratische Bewegung geltend, die geeignet war, Spartas Führerschaft bedenklich zu erschüttern. Vielleicht schon damals ging Argos zur Demokratie über. Die Strömung ergriff das benachbarte Arkadien und auch in Elis kam es zu einer demokratischen Umgestaltung der Verfassung.
Endlich schritten die Athener gegen Pausanias ein (472 oder 471). Er wurde durch Kimon aus Sestos und Byzanz vertrieben, blieb aber in der Troas. Da den Ephoren gemeldet wurde, dass er mit den Persern in Verbindung getreten sei, befahlen sie ihm heimzukehren. Er folgte dem Ruf und es gelang ihm aus der Haft entlassen zu werden. Die Freiheit nutzte er, um unter den Heloten einen Anhang zu werben. Als die Ephoren davon erfuhren, schritten sie zu seiner Verhaftung. Pausanias flüchtete in einen Tempel und wurde dort eingemauert, so dass er verhungerte.

### Themistokles
Ein ähnliches Los traf Themistokles. Sein Sturz war die Folge des scharfen politischen Gegensatzes, in welchem er sich zu Kimon und den mit diesem verbündeten mächtigen Familien (Philaiden und Alkmaioniden) befand. Auch die Spartaner werden dahin gewirkt haben, ihren bedeutendsten Gegner in Athen zu beseitigen. Wahrscheinlich im Frühjahr 470 wurde Themistokles durch das Scherbengericht (Ostrakismos) aus Athen verwiesen. Er ging nach Argos, von wo aus er die übrige Peloponnes besuchte und sicherlich an der gegen Sparta gerichteten Bewegung Anteil nahm. Durch den Sieg über die Arkader bei Dipaia wurde Spartas Stellung in der Peloponnes wiederhergestellt. Die Gelegenheit, Athen selbst zum Einschreiten gegen Themistokles zu veranlassen, ergab sich, als aus den bei Pausanias gefundenen Briefen angeblich seine Teilnahme an dessen verräterischen Bestrebungen hervorging, worauf die Spartaner ihn den Athenern anzeigten. Er wurde abwesend zum Tode verurteilt, und Athen und Sparta sandten Leute aus, um ihn zu ergreifen. Doch Themistokles war bereits auf der Flucht. Von Korkyra gelangte er nach Makedonien und von da zu Schiff nach Kleinasien. Im Perserreich hatte zur gleichen Zeit ein Thronwechsel stattgefunden: Xerxes war im Sommer 465 infolge einer Palastrevolution ermordet und sein Sohn Artaxerxes I. zum König erhoben worden. Nach einem Jahr erschien Themistokles am persischen Hof. Artaxerxes machte ihn zum Tyrannen der Städte Magnesia am Mäander, Lampsakos und Myus. In Magnesia lebte er noch einige Jahre.

### Spartas Zug nach Thessalien
Der Krieg gegen Persien ruhte fast ein Jahrzehnt lang. Die einzige auswärtige Aktion Spartas in dieser Zeit ist ein Zug unter Leotychidas II. nach Thessalien (469). Doch der König ließ sich bestechen und trat den Rückzug an. Er wurde verurteilt und starb in der Verbannung. An seine Stelle trat sein Enkel Archidamos II.

### Erste Konflikte Athens mit den Bundesgenossen
Die Athener werden diese Zeit hauptsächlich auf die Ordnung der Bundesverhältnisse verwendet haben. Dadurch, dass die meisten Städte sich durch Zahlung des Bundestributs von der Stellung der Schiffe loskauften, wurde die Macht Athens gestärkt, das Gewicht der Bundesgenossen hingegen vermindert. Zudem sahen die Athener auf genaue Einhaltung der Verpflichtungen. So kam es zu Abfällen von Bundesstädten, die mit Waffengewalt unterworfen und durch Verlust der Autonomie bestraft wurden. Die erste Stadt, welche geknechtet wurde, war Naxos (etwa 467).

### Fortsetzung des Perserkriegs
Nach Themistokles’ Sturz und Aristeides’ Tod (bald nach 470) war Kimon der leitende Politiker in Athen. Jetzt konnte er den Perserkrieg wieder aufnehmen und darangehen, die Perser auch von der Südküste Kleinasiens zu vertreiben. Mit 200 Schiffen ging er nach Karien und Lykien und unterwarf beide Landschaften. Die persische Armee und Flotte hatten an der Küste von Pamphylien bei der Mündung des Flusses Eurymedon Aufstellung genommen. Kimon nahm zuerst die Schiffe, dann ging er ans Land und brachte dem Heer eine Niederlage bei (Herbst 467 oder 466).
Durch diesen Sieg wurde die Befreiung der griechischen Küsten vollendet. Die Perser beschränkten sich von nun an auf die Verteidigung. Der Attische Seebund gewann durch die neu hinzutretenden Städte Lykiens und Kariens seinen größten Umfang. Einige persische Besatzungen, die sich an der thrakischen Küste und auf der thrakischen Chersones noch hielten, wurden 465 von Kimon vertrieben.

### Athens Kampf um die Landliga
Der Gegensatz zwischen Athen und Sparta wurde jetzt offen und führte zu kriegerischen Verwicklungen. Beide Staaten strebten nach der Führerschaft. Das vorläufige Ergebnis des Kampfes war die Abgrenzung der gegenseitigen Machtkreise.

### Der dritte Messenische Krieg und der Sturz des Areopags
Die Wandlung in der Organisation des Attischen Bundes bewirkte weitere Abfälle, zunächst den von Thasos. Die Athener schlossen die Stadt ein. Zu gleicher Zeit besetzte ein Zug von Kolonisten am Strymon die Ortschaft Ennea Hodoi (Neun Wege). Bei weiterem Vordringen ins Innere wurden sie von den Thrakern vernichtet. Die Spartaner versprachen den Thasiern durch einen Einfall in Attika Luft zu machen, wurden aber unerwarteterweise daran gehindert. Ein Erdbeben verwüstete im Sommer 464 Sparta. Die Heloten benützten die allgemeine Verwirrung und erhoben sich. Ihren Stützpunkt bildete die Bergfeste Ithome. Trotzdem brachten die Athener erst 463 Thasos zur Übergabe. Es musste seine Bergwerke auf dem Festland abtreten und wurde zum tributpflichtigen Untertan gemacht. Da den Spartanern die Unterdrückung des Helotenaufstands nicht so rasch gelang, blieb ihnen nichts übrig, als sich nach Athen um Hilfe zu wenden.
Dort war Kimon bei seiner Rückkehr von Thasos von den Führern der in den letzten Jahren erstarkten demokratischen Partei angeklagt worden, die in der äußeren Politik den Bruch mit Sparta und die Ausbreitung des attischen Bundes auf das Festland, im Innern die Erweiterung der politischen Rechte der unteren Klassen und die Beseitigung der bevorrechteten Stellung des Areopags anstrebte. An ihrer Spitze standen Ephialtes und Xanthippos' Sohn Perikles, den seine mütterliche Verwandtschaft mit Kleisthenes auf die demokratischen Traditionen hinwies. Perikles war Ankläger des Kimon, der jedoch freigesprochen wurde. Die demokratische Partei trat auf das entschiedenste gegen eine Hilfe für Sparta auf, allein Kimons Einfluss drang durch. Er selbst wurde mit einem Korps in die Peloponnes geschickt. Da die Hoffnung der Spartaner, Ithome durch die Athener im Sturm nehmen zu können, nicht in Erfüllung ging, fassten sie Misstrauen gegen diese und entließen sie nach Hause.
Die demokratische Partei hatte inzwischen Kimons Abwesenheit zu einer gründlichen Umgestaltung des Staats benutzt. Sie richtete ihre Angriffe gegen die politischen Befugnisse des Areopags. Dieser prüfte die Beamten vor dem Amtsantritt, kontrollierte ihre Amtsführung, nahm Klagen gegen die Beamtenwillkür und Hochverrat entgegen und führte die Oberaufsicht über die Finanzverwaltung. Die Konservativen unterlagen, und dem Areopag wurden diese Rechte genommen. Sie gingen teilweise auf den Rat der 500, teils auf die Volksversammlung und die Geschworenengerichte über. Kimons Versuch, nach seiner Heimkehr die Reformen rückgängig zu machen, hatte zur Folge, dass das Scherbengericht gegen ihn angewandt wurde (Frühjahr 461). Bald darauf wurde Ephialtes ermordet.
Die Athener erklärten sogleich mit Rücksicht auf die ihnen angetane Beleidigung in Ithome das Kriegsbündnis mit Sparta für aufgelöst und gingen eine Verbindung mit Argos ein, der sich Thessalien anschloss. Endlich kapitulierten die Heloten in Ithome auf freien Abzug. Sie wurden von den Athenern in Naupaktos angesiedelt, die sich damit die Herrschaft über den Korinthischen Meerbusen sicherten. Bald darauf wandte sich auch Megara Athen zu. So war der Weg in die Peloponnes in ihren Händen. Bevor es zum Zusammenstoß kam, verwickelte sich Athen, das seine Kräfte jetzt hätte zusammenhalten sollen, in ein auswärtiges Unternehmen. Ägypten hatte sich nach dem Regierungsantritt des Artaxerxes Makrocheir unter Inaros' Führung erhoben und wandte sich mit Erfolg um Hilfe an Athen. Die verbündeten Ägypter und Athener gewannen die Herrschaft über den Nil und schlossen die Perser in Memphis ein (459).

### Erster Peloponnesischer Krieg
Unmittelbar darauf wurden die Feindseligkeiten in Griechenland durch das Vorgehen Athens gegen Korinth und dessen Verbündete eröffnet. Den letzteren schloss sich Ägina an. Doch behielt Athen in den Kämpfen der Jahre 459 und 458 die Oberhand.
In eine Streitigkeit zwischen Phokis und Doris griffen die Spartaner durch Entsendung eines Heeres in die Verhältnisse von Mittelgriechenland ein. Die Athener versperrten ihnen durch ihre Flotte den Rückweg über den Korinthischen Meerbusen, und da die Spartaner einstweilen in Boiotien blieben und den Thebanern halfen, die Hegemonie über die boiotischen Städte zu gewinnen, sandten sie ein Heer aus, das bei Tanagra eine Niederlage erlitt. Es gelang Kimon, dessen Scherbengericht aufgehoben worden war, mit Sparta einen Waffenstillstand von vier Monaten abzuschließen, der den Athenern die Möglichkeit gab, erneut gegen Boiotien vorzugehen. Zwei Monate nach der Schlacht bei Tanagra machte der Sieg bei Oinophyta Athen zum Haupt einer großen Liga von Festlandstaaten. Boiotien und Phokis wurden zur Heerfolge verpflichtet. Auch die opuntischen Lokrer schlossen sich an und Ägina musste sich ergeben.

### Bau der Langen Mauer
Die Lage nach Oinophyta bedeutete für die Athener den Höhepunkt ihrer Macht. Jetzt war es ihnen auch möglich, den Bau der Langen Mauer zu vollenden. Dadurch wurden beide Häfen mit der Stadt verbunden und letztere zur größten Lagerfestung des damaligen Griechenlands gemacht. Die Spartaner mussten es über sich ergehen lassen, dass Tolmides (455) um die Peloponnes fuhr und dabei das lakedämonische Seearsenal in Gytheion verbrannte.

### Athen scheitert in Ägypten
Eine empfindliche Einbuße bedeutete für Athen das Scheitern der ägyptischen Unternehmung. Es gelang dem persischen Feldherrn Megabyzos, die Athener auf der Insel Prosopitis einzuschließen, die er 454 eroberte. Nur wenige Griechen retteten sich, eine Ersatzflotte wurde vernichtet. Ägypten kam wieder unter persische Herrschaft, nur das Delta hielt sich unabhängig. Der Verlust der Athener an Mannschaft und Schiffen war außerordentlich. Wie sehr sie sich durch Persiens Sieg bedroht fühlten, beweist die Tatsache, dass die Bundeskasse 454 von Delos nach Athen verlegt wurde. In demselben Jahr ging Thessalien endgültig für die Athener verloren. Um die Herrschaft in Mittelgriechenland aufs Neue zu festigen, brachte Perikles durch eine Flottenfahrt in den Korinthischen Meerbusen die Achaier zum Anschluss.

### Letzter Zug gegen die Perser
Die allgemeine Erschöpfung führte in den drei folgenden Jahren zu einer Unterbrechung des Krieges und 450/449 zu einem Waffenstillstand auf fünf Jahre. Unmittelbar darauf unternahm Kimon den letzten Zug gegen die Perser, um Zypern festzuhalten. Mit seiner Flotte legte er sich vor Kition. Während der Belagerung starb er, und die Athener mussten diese aus Mangel an Lebensmitteln aufgeben. Auf der Rückfahrt erfochten sie bei Salamis einen glänzenden Doppelsieg. Trotz dieses Erfolgs geriet Zypern wieder unter persische Herrschaft. Bald nach diesem Zug muss durch ein Abkommen zwischen Persien und dem attischen Bund den Feindseligkeiten ein Ende gemacht worden sein. Es ist dies der fälschlich sogenannte Kimonische Friede, richtig der Friede des Kallias. Dieser Vertrag wurde bereits im Altertum angezweifelt. Da aber seine Urkunde nach einem zuverlässigen Zeugen wirklich vorhanden war, so ist an dessen Abschluss festzuhalten. Der Frieden bedeutete für Athen keinen großen Erfolg. Es wurde durch ihn nur eine Grenzlinie bestimmt, über welche die Flotte der Perser nicht hinausgehen durfte.

### Athens Verlust der Land-Hegemonie
Wahrscheinlich in die Zeit nach Abschluss des Kallias-Frieden gehört ein merkwürdiges Projekt des Perikles. Es wurden sämtliche griechische Städte in Europa und Kleinasien aufgefordert, Vertreter zu einer Nationalversammlung nach Athen zu senden, die über den Aufbau der von den Persern verbrannten Tempel, über die den Göttern von den Freiheitskriegen her geschuldeten Opfer und die Herstellung eines allgemeinen Seefriedens beraten sollte. Der Plan scheiterte an Spartas Weigerung. Trotz des Waffenstillstands kam es in Griechenland durch Streitigkeiten zwischen Delphi und den Phokern wieder zu Feindseligkeiten. Die Spartaner schritten mit Waffengewalt ein (sogenannter „Heiliger Krieg“ von 448). Nach ihrem Abmarsch stellte Perikles den früheren Zustand in Delphi wieder her. Die Bewegung, welche der Herrschaft Athens über Mittelgriechenland ein Ende machte, ging von Boiotien aus, wo die Verbannten die Landschaft zum Abfall zu bringen suchten. Tolmides wurde von Athen mit Truppen ausgeschickt und nach anfänglichem Erfolg auf dem Rückweg bei Koroneia überfallen und in der Schlacht von Koroneia vernichtet. Die mittelgriechischen Staaten gewannen die Unabhängigkeit wieder und schlugen eine den Athenern feindliche Politik ein.
Athens Niederlage führte zu weiteren Erschütterungen. Die athenerfeindlichen Parteien in den Bundesstädten verbanden sich zu einer weitreichenden Erhebung, für welche Spartas Unterstützung gewonnen wurde. Das Zeichen dazu sollte Euböas Abfall vom Bund geben. Während Perikles auf die Insel hinüberging, erreichte ihn die Nachricht, dass Megara sich erhoben und die attische Besatzung niedergemacht habe. Außerdem rückte ein peloponnesisches Heer unter König Pleistoanax heran. Perikles ließ Euböa einstweilen und wandte sich gegen die Peloponnesier, die bereits in die Eleusinische Ebene eingefallen waren. Es kam zu einer Schlacht, das feindliche Heer marschierte zurück und löste sich auf. Nach allgemeiner Ansicht war dies auf Bestechung des Königs und seines Ratgebers Kleandridas durch Perikles zurückzuführen. Beide wurden vor Gericht gezogen, flüchteten aber.
Der Aufstand in Euböa wurde bald niedergeschlagen. Das Gebiet von Hestiaia erhielt attische Kleruchen, die übrigen Städte wurden in die Stellung von Untertanen herabgedrückt. Nach Unterwerfung Euböas wurde im Winter 446/5 ein Friede auf 30 Jahre zwischen dem spartanischen Bund und Athen geschlossen, der den endgültigen Verzicht Athens auf eine festländische Liga bedeutete. Athen gab die ihm noch unterstehenden Gebiete in der Peloponnes auf. Die beiden Bünde wurden in ihrem gegenwärtigen Umfang gegenseitig anerkannt. Städten, die außerhalb standen, blieb es unverwehrt, einem der Bünde beizutreten.

## Entwicklung des attischen Reiches und der attischen Demokratie
Seit Ephialtes' Tod stand Perikles an der Spitze der leitenden demokratischen Partei. Aus altadligem Geschlecht stammend, hatte er sich voller Überzeugung der demokratischen Richtung hingegeben. Auch den Vertretern der Aufklärung stand er nahe. Perikles' Macht über das Volk gründete sich auf hervorragende Beredsamkeit, eine durch nichts zu erschütternde Ruhe und edle Gesinnung. Seine Uneigennützigkeit verschaffte ihm einen ähnlichen Ruf wie dem des Aristeides. So gelang es ihm, eine Stellung zu erringen, wie niemand vor und nach ihm: „Dem Namen nach war Athen eine Demokratie; in Wahrheit stand es unter der Herrschaft des ersten Mannes.“ (Thukydides)

### Demokratische Reformen
Die demokratischen Reformen fanden nach Ephialtes' Tod ihre Fortsetzung. Seit 457/6 war das Archontat den Zeugiten zugänglich. In das Jahr 453/2 fällt die Wiedereinsetzung der Demenrichter, und 451/0 wurde auf Perikles' Antrag bestimmt, dass nur solche Leute Anteil an dem Bürgerrechte haben dürften, die beiderseits Athener zu Eltern hatten.

### Formen attischer Demokratie
In die Pentekontaetie fällt auch die Ausbildung der für die unbeschränkte Demokratie charakteristischen Formen. Eines ihrer wichtigsten Kennzeichen ist, dass alles, was im Staat geschieht, durch die Versammlung der Bürger beschlossen wird. Viermal im Monat kommen die Bürger zusammen, jeder hat das Recht, seine Meinung zu äußern, die Mehrheit gibt die Entscheidung. Die Vorbereitung der Vorlagen für die Bürgerversammlung und die Verwaltung der laufenden Geschäfte hatte der sich täglich versammelnde Rat der Fünfhundert. Er war in zehn Abteilungen (Prytanien) gegliedert, jede Abteilung war den entsprechenden Teil des Jahres dauernd. Die Loswahl wurde auf fast alle Beamtungen ausgedehnt, die Amtszeit durchgehend auf ein Jahr befristet. Eine gewisse Schranke gegen das Los gab die Regel, dass jeder Gewählte sich vor Antritt des Amts einer Prüfung unterziehen musste und zurückgewiesen werden konnte. Vor leichtsinniger Amtsführung schützte sich das Gemeinwesen dadurch, dass der Beamte jederzeit absetzbar war und nach Ablauf seines Jahres über die Verwaltung Rechenschaft ablegen musste.
Charakteristisch ist ferner die Vervielfältigung der Verwaltungszweige. Durch die Teilung und damit Beschränkung ihrer Befugnisse wurde der Gefahr vorgebeugt, dass eine einzige Beamtenschaft ein Übergewicht bekam. Daher hatten die Einzelbehörden niemals einen einzigen Träger, sondern waren Kollegien (meist von zehn), deren Mitglieder gemeinsam handelten und gemeinsame Verantwortlichkeit trugen. Nur die Strategen nahmen eine Ausnahmestellung ein: sie wurden durch Abstimmung gewählt, und ihr Amt konnte ohne Beschränkung wiederholt bekleidet werden. Schon in die Zeit vor Perikles fällt die Reform, dass die Geschworenengerichte (Heliaia) die unmittelbare Gerichtsbarkeit erhielten. Jedes Jahr wurden 6000 Bürger zu Geschworenen ausgelost. Sie übten, in zehn Abteilungen geschieden, ihr Amt aus. Eine bedeutsame Maßregel dieser Zeit ist ferner die Einrichtung des öffentlichen Soldwesens. Nach einer allerdings übertriebenen Angabe soll es damals in Athen 20 000 Soldempfänger gegeben haben. Abgesehen von den stehenden militärischen Aufgeboten bezog ein großer Teil der Behörden Sold, darunter der Rat und die Geschworenen.

### Umwandlung des Bundes in ein Reich
Im Zusammenhang mit dem Fortschritt der Demokratie steht die Umbildung des attischen Bundes in ein Reich, eine Herrschaft der Athener. Den Bundesgenossen war die Wehrhaftigkeit verloren gegangen, und die häufigen Abfälle hatten die Herabdrückung vieler zu Untertanen bewirkt. So war die Zahlung des Bundestributs mit der Zeit das Kennzeichen der Unterwerfung. Im Zusammenhang mit der Verlegung der Bundeskasse muss die Bundessynode eingegangen sein. Ihre Befugnisse wurden auf die athenische Bürgersversammlung übertragen. Von nun ab fiel auch die Bundesschätzung, d. h. die Festlegung der Abgabenhöhe, alle vier Jahre den Athenern zu. Waren die Bündner in der Zahlung der Tribute säumig, so wurden sie von attischen Beamten, in deren Begleitung Kriegsschiffe erschienen, auf dem Weg des Zwangs dazu angehalten. Die Bürgerversammlung verfügte über die Bundesgelder, die nicht mehr allein für Zwecke des Bundes, sondern auch für die Bedürfnisse des attischen Staats verwendet wurden.
Die Bündner wurden zum Heeresdienst zu Lande verpflichtet. Auch die Stadtordnungen blieben nicht unangetastet. In einer Reihe von Städten lagen ständige attische Besatzungen, und in gewissen Fällen wurden einzelne Beamte oder Kommissionen ausgeschickt, um die Verhältnisse der Bündner an Ort und Stelle zu untersuchen. Die empfindlichste Beschränkung der Autonomie betraf das Gerichtswesen. In den schweren Straffällen war eine Appellation der einheimischen Richter an die attischen Geschworenengerichte gestattet und letztere waren auch das Forum für die Streitigkeiten aus Verträgen zwischen Athenern und Bündern.
Außerdem sind die sogenannten Kleruchen zu nennen, attische Bürgerkolonien, welche aus den zwei untersten Klassen ausgewählt wurden. Sie hatten den doppelten Zweck, militärisch wichtige Punkte zu sichern und die ärmeren Bürger zu versorgen. Zu erwähnen sind: die thrakische Chersones, Naxos, Andros, Plätze auf Euböa und Brea in Thrakien.

### Attische Bauten
Die Tribute fanden auch für die Sicherung und Verschönerung Athens durch großartige Bauten Verwendung. Die Befestigungswerke der Stadt und des Hafens wurden durch eine dritte, innere Mauer ergänzt. Daran schloss sich der Ausbau der Piräusstadt an. Dazu traten die Prachtbauten in Athen. Schon in die Zeit vor den Perserkriegen fällt der Beginn zum Bau des Tempels der Athena Parthenos, der durch Xerxes' Invasion unterbrochen wurde. Von 447 ab wurde an einem neuen Parthenon gebaut und eine eingreifende Umgestaltung der Akropolis, die ihren Charakter als Festung verlor, damit verbunden. Auch der von den Persern verbrannte Weihetempel der Göttinnen in Eleusis wurde in riesigem Umgang hergestellt. Am Ostfuß der Burg entstand für musische Aufführungen der Rundbau des Odeion.

### Thukydides' Ostrakismos
Unter dem Einfluss der Misserfolge in der auswärtigen Politik erstarkte die oligarchische Partei wieder, umso mehr, als ein geschickter Führer, Thukydides, Sohn des Melisias, an ihre Spitze trat. Durch das Zurückweichen Athens im Frieden 446/5 ward die Spannung auf das höchste gesteigert, und es kam zum Ostrakismos. Allein die Mehrheit der Bevölkerung stand entschieden auf Perikles' Seite, und Thukydides wurde ostrakiert (Frühjahr 445 oder 444). Perikles' Herrschaft blieb fast bis zu seinem Tod unerschüttert. 15 Jahre hindurch wurde er jedes Jahr zum Strategen gewählt. Thukydides' Ostrakismos gab Raum für eine Reform des Bundes, der von 443/2 ab in Quartiere gegliedert ist: das ionische, das hellespontische, das thrakische, das karische und Inselquartier. Dies war der Schlussstein für dessen Umbildung in ein Reich.

### Sybaris und Thurioi
In das Jahr 453/2 fällt die Neugründung des zerstörten Sybaris durch die Nachkommen der vertriebenen Bewohner. Krotons alte Feindschaft lebte wieder auf, und die Sybariten wurden von neuem verjagt. Sie baten Sparta und Athen, ihre Rückkehr zu unterstützen und an der Neugründung teilzunehmen. Sparta verhielt sich ablehnend, dafür gingen die Athener darauf ein. Im Sommer 445 wurde Sybaris von Athenern und Peloponnesiern neu besiedelt, aber bald kam es zu Kämpfen zwischen den Altsybariten und den übrigen Ansiedlern, in welchen letztere siegten. Dies gab Perikles Gelegenheit, das Unternehmen zu einer panhellenischen Kolonie zu erweitern. Es erging jetzt eine Aufforderung überall in Griechenland, an der Kolonisierung teilzunehmen. Im Frühjahr 443 fuhr ein neuer Kolonistenzug unter Führung der Athener und auf attischen Schiffen aus und gründete in der Nähe des alten Sybaris Thurioi. Die Stadt hatte unter inneren Streitigkeiten und Kämpfen mit den Nachbarn zu leiden. Bei der gemischten Bevölkerung war es nicht möglich, sie in Abhängigkeit von Athen zu erhalten.

### Samischer Krieg
Eine gefährliche Erschütterung des Reichs wurde durch den Abfall von Samos bewirkt. Die Insel war bis dahin treue Anhängerin Athens und hatte dafür Freiheit vom Tribut und ihre oligarchische Verfassung behalten. Infolge einer Streitigkeit zwischen ihr und Milet griff Perikles ein, setzte an Stelle der bisherigen Verfassung die Demokratie und legte eine Besatzung in die Stadt. Nach seiner Abfahrt bemächtigten sich samische Flüchtlinge, die mit den Persern in Verbindung standen, der Insel. Zu gleicher Zeit fiel Byzanz ab. Perikles schloss Samos zu Wasser und zu Land ein, und im neunten Monat der Belagerung musste Samos sich der Übermacht ergeben. Es büßte seine selbständige Stellung ein und hatte über 1500 Talente Kriegskosten zu zahlen. Auch Byzanz trat in das Untertanenverhältnis zurück.
Samos' Abfall war von Unbotmäßigkeiten in anderen Gegenden begleitet. Ein Teil des karischen Bezirks ging für immer verloren. Es wurde daher 439 eine neue Einteilung der Bundes-Quartiere eingeführt, der Rest des karischen Quartiers mit den ionischen vereinigt und die Reihenfolge (von nun ab: Ionien, Inseln, Hellespont, Thrakien) geändert. In die Zeit bald nach dem Samischen Krieg gehört eine andere Unternehmung. Perikles erschien mit einer großen Flotte im Pontos, um ihn in den Machtbereich Athens zu ziehen. Ein Teil der pontischen Städte trat dem Seebund bei, Sinope erhielt Athener als Ansiedler. Um dieselbe Zeit (im Jahre 437/6) wurde unter Leitung von Perikles' Freund Hagnon zur Sicherung Thrakiens die später bedeutend gewordene Kolonie Amphipolis am Strymon angelegt.

### Opposition gegen Perikles
Auch jetzt waren es wohl die auswärtigen Misserfolge, die Perikles' innere Feinde ermutigten. Die Bauten auf der Akropolis näherten sich der Vollendung. Perikles war einer von deren Vorstehern, der geniale Bildhauer Phidias sein technischer Berater – er und seine Schüler schmückten den Parthenon mit herrlichen Werken der Skulptur. Der Aufschwung der bildenden Kunst war von einem ähnlichen in Dichtung und Geschichtsschreibung begleitet. Perikles bildete den Mittelpunkt eines geistigen Kreises, zu dem außer Phidias noch der Tragiker Sophokles, der Philosoph Anaxagoras und der Geschichtsschreiber Herodot gehörten. Die Opposition fand zunächst Ausdruck in der antidemokratisch gesinnten Komödie, die sich gegen Perikles und sein Privatleben in schonungslosem Spott erging, besonders seitdem er als zweite Frau eine schöne und geistvolle Milesierin, Aspasia, heimgeführt hatte, deren Vergangenheit nicht vorurteilsfrei war. Nicht stark genug, gegen Perikles selbst vorzugehen, suchte die Opposition ihn in seinen Anhängern zu treffen. 438/437 wurde die goldelfenbeinerne Statue der Parthenos, ein Werk des Phidias, in dem noch unvollendeten Tempel der Göttin aufgestellt. Auf Denunziation eines Gehilfen hin wurde der Künstler wegen Unterschlagung in Haft gesetzt, doch entkam er und ging nach Elis. Der Parthenon wurde indes 434/433 vollendet. 437/436 begann der Bau der großartigen Toranlage der Propyläen. Nach fünf Jahren waren sie fertig.

### Ende der Pentekontaetie
Das Ende dieser Epoche wird bestimmt durch den wirtschaftlichen und politischen Interessengegensatz zwischen Athen und Korinth, dem bedeutendsten Bundesgenossen Spartas. In Epidamnos, einer gemeinsamen Gründung von Korinth und Korkyra, kam es zu einem blutigen Parteienzwist, bei dem die Gegner die Unterstützung der beiden Mutterstädte anriefen und erhielten. In dem nun beginnenden Krieg konnte sich Korkyra gegen Korinth durch die Unterstützung Athens behaupten. Korinth blieb nichts anderes übrig, als den Peloponnesischen Bund um Hilfe zu bitten. Dadurch wurde Sparta in den Streit mit hineingezogen und es begann ein neues Kapitel in der Geschichte der Kriege. Es gehört schon zur Vorgeschichte des Peloponnesischen Krieges. Siehe dort.

## Sizilische Geschichte

### Hieron
Nach Gelons Tod bemächtigte sich bald sein Bruder Hieron der Alleinherrschaft (478/477) und behauptete sie unangefochten bis zu seinem Tod. Sein Regiment, nach außen glänzend durch kriegerische Erfolge, durch prunkvolle Hofhaltung und Heranziehung von Dichtern, durch Siege in den Wettspielen, fand seine beste Stütze an einem Söldnerheer und einem ausgebildeten Polizeisystem. An Gewaltsamkeit des Vorgehens überbot Hieron noch Gelon. Unter ihm wurden Verpflanzungen von ganzen Städten fortgesetzt. Durch die Neugründung von Katane, das fortan „Aitna“ hieß, schuf er sich einen festen Rückhalt. Zum bleibenden Ruhm gereicht ihm, dass er außerhalb Siziliens als Beschützer der Griechen auftrat. Kyme war durch die Etrusker bedroht. Hieron sandte eine Flotte zum Schutz, die 474 v. Chr. in der Schlacht von Kyme siegte. Im Ganzen war Hierons Herrschaft vom Frieden begünstigt, und die Künste des Friedens, besonders die Dichtung, wurden von ihm gefördert. Die hervorragendsten Dichter des Mutterlandes verweilten vorübergehend an seinem Hof: Aischylos, der Aitnas Gründung in einem Drama verherrlichte, Pindar, der die Wagensiege des Tyrannen im Lied pries. Eine bleibende Stätte fanden in Sizilien der Lyriker Simonides von Keos und dessen Neffe Bakchylides. Auch die einheimische Poesie brachte es mit Epicharmos, dem Erfinder der Sizilischen Komödie, zu einer eigentümlichen Blüte.
In die zweite Hälfte von Hierons Regierung gehört ein Konflikt mit Akragas. Theron starb 472. Sein Sohn Thrasydaios fing Krieg mit Syrakus an, wurde besiegt, aus Akragas vertrieben, darauf dort eine volkstümliche Verfassung eingeführt. Bald darauf starb Hieron (467/6). Die Herrschaft übernahm sein jüngster Sohn Thrasybul, dessen Gewalttätigkeiten den Abfall der Bürgerschaft herbeiführten. In Syrakus wurde die Demokratie eingerichtet (466/5).

### Demokratische Umwälzungen und Bürgerkriege
Die Folge der Einführung der Demokratie in Syrakus war, dass es auch in den übrigen Gemeinwesen Siziliens zu demokratischen Umwälzungen kam, eine Bewegung, die Syrakus begünstigte, obwohl die bisher seiner Herrschaft unterstellten Städte dadurch unabhängig wurden. Die Überführung in die neue Regierungsform zog bedeutende Erschütterungen nach sich. Die Tyrannis hatte die alten Ständeunterschiede beseitigt und durch Verpflanzung von Städten und Aufnahme von Fremden in das Bürgerrecht eine völlige Vermischung der Bevölkerungsteile bewirkt. Beim Sturz der Tyrannen wirkten diese einträchtig zusammen. Aber einige Jahre später erfolgte in Syrakus eine Erhebung der Einheimischen gegen die Neubürger, größtenteils ehemalige Söldner, zum Teil nicht einmal griechischer Herkunft. Der Bürgerkrieg endete mit der Niederlage der letzteren. Auch in anderen Städten kam es zu Bewegungen gegen die Neubürger und zur Rückkehr der Vertriebenen. Endlich einigte man sich darauf, die Neubürger sämtlicher Städte im Gebiet von Zankle zu einem neuen Gemeinwesen zusammenzusiedeln. Nun begann eine Zeit hoher materieller und geistiger Blüte, die fast vierzig Jahre hindurch ungestört fortdauerte.

### Duketios
Bedeutsam ist eine Bewegung, die von den Sikelern ausging. Ihrem Träger Duketios schwebte das Ziel vor Augen, ein großes sikelisches Reich zu schaffen. Es gelang ihm, allmählich sämtliche sikelische Städte der Insel zu einem Ganzen zu einigen. 453 war das Werk vollendet. Den Mittelpunkt des neuen Staates bildete die neu angelegte Stadt Palike. Bis dahin hatte Duketios keine Störung durch die Griechen erfahren. Als er aber zum Angriff auf griechische Städte fortschritt, vereinigten sich Akragas und Syrakus gegen ihn. Anfangs siegreich, wurde er später geschlagen, und damit fiel der sikelische Staat auseinander. Duketios selbst musste als Hilfeflehender nach Syrakus flüchten. Er wurde in großmütiger Weise geschont und nach Korinth verwiesen. Ungefähr 446 fuhr er wieder an der Spitze von griechischen Auswanderern nach Sizilien und gründete an der Nordküste die Stadt Kale Akte. Darüber kam es zum Krieg zwischen Akragas und Syrakus. Einige Jahre später starb Duketios.

### Kulturelle Leistung
Auf geistigem Gebiet brachte Sizilien eine Reihe bemerkenswerter Erscheinungen hervor: vor allem den Philosophen Empedokles von Akragas, dessen Leben ähnlich wie das des Pythagoras von der Sage ausgeschmückt ist, und der als Reformator der Verfassung in die Geschicke seiner Vaterstadt eingriff. Die Rhetorik wurde zuerst in Sizilien als Kunst geübt und gelehrt. Als ihre Begründer galten Korax, Teisias aus Syrakus und Gorgias von Leontinoi. Letzterer ist zugleich ein Vertreter derjenigen Richtung, die man Sophisten nennt, d. h. derjenigen Schule, welche alle Zweige der geistigen und praktischen Tätigkeit lehren zu können behauptete. Sie hat sich um den geistigen Fortschritt ein bedeutendes Verdienst erworben, andererseits durch ihre zersetzende Kritik der bestehenden Verhältnisse besonders in politischer Hinsicht schädlich gewirkt.